# Heinrich Söller
Heinrich Söller (* 14. Januar 1903 in Eltmann; † 1997) war ein deutscher Bildhauer. Er arbeitete vor allem im Bereich der Kirchen- und Porträtkunst. Sein Hauptwirkungskreis und Jahrzehnte langer Wohnort war Schweinfurt.

## Leben

### Herkunft und Ausbildung
Heinrich Söller kam am 14. Januar 1903 in Eltmann am Main als Erstgeborener unter seinen später folgenden sechs Geschwistern zur Welt. Wie sein Vater (ein Architekt) vor ihm beschritt Söller zunächst eine Steinmetzlehre in seinem Geburtsort.
Im Jahre 1920 wechselte er zu Karl Killer an die Kunstgewerbeschule in München, der ihm 1922 Zugang zur Akademie der Bildenden Künste München verschaffte. In der Klasse von Bernhard Bleeker schloss er 1928 sein Studium ab und eröffnete drei Jahre später sein eigenes Meisteratelier.

### Künstlerischer Werdegang
Erste Aufträge erhielt er im Bereich der Kirchenkunst in der Umgegend seiner Heimatstadt. 1926 fand sein Sandsteinkopf „Friedl“ Eingang in eine Ausstellung der Neuen Secession in München. 1929 gestaltete er Teile der Außenfassade der Heinrichskirche in Bamberg mit einer Szene aus dem Leben des heiligen Heinrichs neu.
Mit seinem Studienfreund Josef Henselmann zusammen gründete er 1930 eine Dependance der Künstlergruppe Vereinigte Werkstätten in München. 1932 schuf er den "Guten Hirten" für die Außenfassade der neuerbaute Kirche in Mainberg. Dieses Kunstwerk erregte die Aufmerksamkeit des Würzburger Bischofs, der ihn – angetan von Söllers Können – daraufhin mit Aufträgen versorgte. Bei der Einweihung der Mainberger Kirche lernte er seine spätere Frau kennen. Es folgt der Umzug ins eigene Atelier nach Schweinfurt.
Im Jahre 1941 musste er seine künstlerische Arbeit vorübergehend einstellen, da er von der Wehrmacht eingezogen wurde. Während seiner Abwesenheit wurden bei einem Bombenangriff mit seinem Atelier zahlreiche seiner Werke zerstört. Als Soldat fertigte er verschiedene Bleistiftzeichnungen von anderen, häufig versehrten Soldaten an.
Nachdem er 1946 aus französischer Kriegsgefangenschaft entlassen wurde, knüpfte er zahlreiche Kontakte zu französischen Künstlern. Nach finanziell prekären Nachkriegsjahren, ließ er sich Ende der 1950er Jahre in Bamberg nieder, kehrte dann jedoch nach Schweinfurt zurück. 
In den folgenden Jahrzehnten schuf er vor allem im Bereich der Kirchenkunst und in dem der Porträtbüsten von Künstlern, Geistlichen, Unternehmern und Wissenschaftlern zahlreiche Werke, darunter auch manchen Brunnen und diverse Tierplastiken.
Unter seinen bekannteren Werken dieser Zeit findet sich das „Mahnmal für die Gefallenen der Kriege und Opfer im Nationalsozialismus“ in Schweinfurt. Wieder widmete er sich, nun bis zu seinem Tod, vornehmlich der sakralen Bildhauerei und Porträtkunst.
Während seines Lebensabends erhielt er zahlreiche, teils bedeutende Kunstpreise.

## Werke und Ausstellungen (Auswahl)
- 1926: Münchner Secession
- 1932: "Gute Hirte" für die Kirche St. Michael, Mainberg, Außenfassade
- 1934: Erneuerung der Renaissance-Elemente an der Fassade des Alten Rathauses, Schweinfurt
- 1936: „Große Kunstausstellung“ in der Neuen Pinakothek München
- 1941, 1942 und 1943: Große Deutsche Kunstausstellung, München
- 1953: Abendmahltabernakel in St. Anton, Schweinfurt
- 1953: Reliefs in St. Kilian, Schweinfurt
- 1956: Hochaltar der Pfarrkirche Eltmann
- 1956: diverse liturgische Objekte in der Pfarrkirche Maria Hilf, Schweinfurt
- 1960: Bärenbrunnen in der Auenstraße, Schweinfurt
- 1961: Mahnmal für die Gefallenen der Kriege und Opfer des Nationalsozialismus, Schweinfurt
- 1964: Portal zum Kreuzgang im Würzburger Dom
- 1975: Brunnen, Fulda

## Auszeichnungen (Auswahl)
- 1963: Ernennung zum Mitglied des Sachverständigenausschusses zur Förderung und Pflege der Kunst im Freistaat Bayern
- 1969: Berufung in den Kunstausschuss der Diözese Fulda durch Bischof Adolf Bolte
- 1973: Stadtmedaille Schweinfurt
- 1985: Unterfränkischer Kulturpreis
- 1986: Silvesterorden durch Papst Johannes Paul II.